# Торренс, Гвен
Гвен То́рренс (полное имя Гвендолин Ленна Торренс; 12 июня 1965 года, Атланта, шт. Джорджия, США) — американская легкоатлетка, бегунья на короткие дистанции, трёхкратная олимпийская чемпионка (1992, 1996).
Родилась в Декатуре, шт. Джорджия. Окончила среднюю школу Колумбия в Декатуре и Университет Джорджии.
В первом браке замужем за Мэнли Уоллером (Manley Waller), американским спринтером (личный рекорд на 100 м — 10,26 с).
После окончания спортивной карьеры Торренс работает парикмахером. Живёт вместе со вторым мужем Джоди Смитом (Jody Smith), сыном Мэнли (Manley) и дочерью Эмон (E’mon).